# Derk Swens

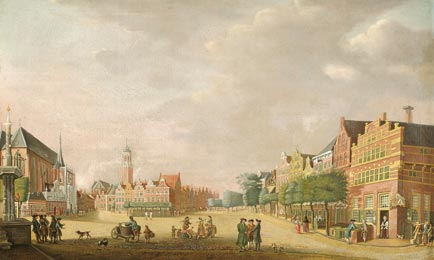
Zwolle in de tijd van Swens: Grote Markt met links de Grote Kerk. Schilderij van Derk Jan van Elten uit 1782

Derk Swens (ook: Derk Zwens) (gedoopt Nieuw-Lekkerland, 2 mei 1745 – Zwolle, 7 juni 1820) was een Nederlandse architect en waterbouwkundige.
Hij was de zoon van de sluismeester Dirk Swens en Aantje van Aken. Nadat hij eerst bij zijn vader in de leer was geweest, vertrok hij omstreeks 1763 naar Amsterdam. Daar was hij o.m. betrokken bij de bouw van de Muiderpoort. In 1770 trouwde hij daar met de Amsterdamse schoenmakersdochter Jacoba van der Heijden; na haar dood in 1790 hertrouwde hij met Anna Maria ter Smitten. Van 1772 tot 1777 was hij als timmerman en molenmaker werkzaam in Diemen.
In 1777 solliciteerde Swens met succes naar de post van stadsbouwmeester van Zwolle, die hij vanaf 1 januari 1778 tot zijn dood zou vervullen, als verlate opvolger van de in 1771 overleden Abraham Hanselaer. Zijn taak bestond gedurende die veertig jaar in de praktijk vooral uit onderhoud en reparaties van de belangrijkste stedelijke gebouwen, met name de Grote Kerk en het stadhuis; door de economische stagnatie bleven ambitieuze nieuwbouwprojecten achterwege. 
Daarnaast was hij, samen met de Haagse ingenieur Cornelis Redelykheid, vooral tussen 1779 en 1783 in verband met een aantal overstromingen actief op het gebied van waterstaatsbeheer. Het Zwolse stadsarchief bewaart van zijn hand uit die tijd een aantal pentekeningen met gezicht op de IJssel bij het Katerveer. Zijn enige tot dusver bekende werk op dit gebied is de Staphorster Schutsluis in het Meppelerdiep bij Zwartsluis (1779). Hij heeft voor deze sluis een ontwerp gemaakt, net als zijn collega van Kampen, Jan ten Holt. Cornelis Redelykheid achtte de beide ingediende oplossingen onvoldoende doordacht. Hij stelde voor de gebruikelijke puntdeuren in één van de sluishoofden te voorzien van brede openingen, met schuiven afsluitbaar. 